# Новосільська сільська рада (Ренійський район)
Новосі́льська сільська́ ра́да — колишня адміністративно-територіальна одиниця та орган місцевого самоврядування в Ренійському районі Одеської області. Адміністративний центр — село Новосільське.

## Загальні відомості
Новосільська сільська рада утворена в 1947 році.
- Територія ради: 65,24 км²
- Населення ради: 3 572 особи (станом на 2001 рік)
- Водоймища на території, підпорядкованій даній раді: озера Ялпух, Кугурлуй

## Населені пункти
Сільській раді підпорядковані населені пункти:
- с. Новосільське

## Населення
Згідно з переписом 1989 року чисельність наявного населення сільської ради становила 3716 осіб, з яких 1831 чоловік та 1885 жінок.
За переписом населення 2001 року в сільській раді мешкали 3583 особи.

### Мова
Розподіл населення за рідною мовою за даними перепису 2001 року:
| Мова       | Відсоток |
| ---------- | -------- |
| молдовська | 92,05 %  |
| російська  | 3,22 %   |
| українська | 2,1 %    |
| болгарська | 1,26 %   |
| гагаузька  | 0,7 %    |
| румунська  | 0,17 %   |
| білоруська | 0,03 %   |

## Склад ради
Рада складається з 20 депутатів та голови.
- Голова ради: Лучку Михайло Миколайович
- Секретар ради: Карачебан Світлана Іванівна

### Керівний склад попередніх скликань
| Прізвище, ім'я, по батькові | Основні відомості                                                         | Дата обрання | Дата звільнення |
| --------------------------- | ------------------------------------------------------------------------- | ------------ | --------------- |
| Лучку Михайло Миколайович   | Сільський голова, 1960 року народження, освіта вища                       | 26.03.2006   | 31.10.2010      |
| Лучку Михайло Миколайович   | Сільський голова, 1960 року народження, освіта вища, член Народної партії | 31.10.2010   |                 |

Примітка: таблиця складена за даними сайту Верховної Ради України

### Депутати
За результатами місцевих виборів 2010 року депутатами ради стали:

#### За суб'єктами висування
| Суб'єкт висування                                       | Кількість обраних депутатів | %  |
| ------------------------------------------------------- | --------------------------- | -- |
| Партія регіонів                                         | 10                          | 50 |
| Народна партія                                          | 4                           | 20 |
| Політична партія «Сильна Україна»                       | 2                           | 10 |
| Соціалістична партія України                            | 2                           | 10 |
| Політична партія Всеукраїнське об'єднання «Батьківщина» | 1                           | 5  |
| Самовисування                                           | 1                           | 5  |

#### За округами
| № округу                                                | Прізвище, ім'я, по батькові      | Дата визнання обраним | Освіта             | Партійна приналежність                        | Відомості про обраного депутата                                        |
| ------------------------------------------------------- | -------------------------------- | --------------------- | ------------------ | --------------------------------------------- | ---------------------------------------------------------------------- |
| Народна Партія                                          |                                  |                       |                    |                                               |                                                                        |
| 4                                                       | Сакали Людмила Іванівна          | 05.11.2010            | вища               | позапартійна                                  | районний центр соціальних служб для сім'ї, дітей та молоді, спеціаліст |
| 9                                                       | Карачебан Світлана Іванівна      | 05.11.2010            | вища               | член Народної партії                          | Новосільська сільська рада, секретар                                   |
| 10                                                      | Кокош Ніна Іванівна              | 05.11.2010            | середня спеціальна | позапартійна                                  | Новосільська сільська рада, касир-рахівник                             |
| 15                                                      | Трифонова Ганна Василівна        | 05.11.2010            | вища               | член Народної партії                          | науково-виховальний комплекс Новосільське, вчитель                     |
| Партія регіонів                                         |                                  |                       |                    |                                               |                                                                        |
| 1                                                       | Даали Корнелія Олексіївна        | 05.11.2010            | середня спеціальна | позапартійна                                  | приватний підприємець                                                  |
| 3                                                       | Ніделку Микола Михайлович        | 05.11.2010            | середня спеціальна | член Партії регіонів                          | науково-виховальний комплекс Новосільське, котляр                      |
| 6                                                       | Жоля Анжела Іванівна             | 05.11.2010            | вища               | член Партії регіонів                          | науково-виховальний комплекс Новосільське, вчитель                     |
| 8                                                       | Доброта Віктор Михайлович        | 05.11.2010            | середня спеціальна | член Партії регіонів                          | пенсіонер                                                              |
| 12                                                      | Дунав Вікторія Федорівна         | 05.11.2010            | вища               | позапартійна                                  | дитячій садок «Мартичка», завідувачка                                  |
| 13                                                      | Мітіогло Марина Михайлівна       | 05.11.2010            | вища               | член Партії регіонів                          | науково-виховальний комплекс Новосільське, вчитель                     |
| 14                                                      | Капсамун Костянтин Георгійович   | 05.11.2010            | вища               | позапартійний                                 | науково-виховальний комплекс Новосільське, вчитель                     |
| 17                                                      | Мідоні Георгій Іванович          | 05.11.2010            | вища               | позапартійний                                 | тимчасово не працює                                                    |
| 18                                                      | Павел Валерій Андрійович         | 05.11.2010            | вища               | член Партії регіонів                          | СПК «Новосільське», бригадир                                           |
| 20                                                      | Нікіфоряк Сергій Іванович        | 05.11.2010            | вища               | член Партії регіонів                          | науково-виховальний комплекс Новосільське, технічний працівник         |
| Політична партія Всеукраїнське об'єднання «Батьківщина» |                                  |                       |                    |                                               |                                                                        |
| 2                                                       | Войнов Андрій Дмитрович          | 05.11.2010            | середня спеціальна | член Всеукраїнського об'єднання «Батьківщина» | КФХ "Орхідея, начальник дільниці                                       |
| Політична партія «Сильна Україна»                       |                                  |                       |                    |                                               |                                                                        |
| 5                                                       | Андрєєв Олександр Георгійович    | 05.11.2010            | середня спеціальна | позапартійний                                 | тимчасово не працює                                                    |
| 7                                                       | Мардар Іван Андрійович           | 05.11.2010            | вища               | позапартійний                                 | Ренійське лісництво, лісник                                            |
| Соціалістична партія України                            |                                  |                       |                    |                                               |                                                                        |
| 16                                                      | Карачебан Антонін Вікторович     | 05.11.2010            | вища               | член Соціалістичної партії України            | науково-виховальний комплекс Новосільське, вчитель                     |
| 19                                                      | Карачебан Олександр Афанасійович | 05.11.2010            | вища               | член Соціалістичної партії України            | науково-виховальний комплекс Новосільське, тренер                      |
| Самовисування                                           |                                  |                       |                    |                                               |                                                                        |
| 11                                                      | Кокош Денис Михайлович           | 05.11.2010            | вища               | позапартійний                                 | ГКС «Орлівка», інженер-електрик                                        |